# Presbytère du Curé d'Ars
Le presbytère du curé d'Ars était le presbytère associé à la basilique d'Ars et habité pendant quarante et un ans par le curé d'Ars, saint Jean-Marie Vianney. Il est situé à Ars-sur-Formans dans le département de l'Ain en région Auvergne-Rhône-Alpes.
L'ancien presbytère, qui se visite, est partiellement inscrit aux monuments historiques.

## Description
Il abrite des objets, des effets personnels, des pièces de mobilier ayant appartenu à saint Jean-Marie Vianney.

## Protection aux monuments historiques
Les façades et toitures sont inscrites au titre des monuments historiques par arrêté du 3 février 1966.
Le bâtiment est labellisé Maison des Illustres en 2012,.